# Aimé-Charles-Jean-Félix Trucy
Aimé-Charles-Jean-Félix Trucy, francoski general, * 22. november 1890, † 6. februar 1954.